# Spöl (streekmuziek)
Spöl was een Nederlandse muziekgroep. De groep werd opgericht in 1985, en was een zogezegde streektaalgroep die eigen dialect/streektaal zingt. De groep zong net als het landelijk bekende Normaal in het Achterhoeks.
Spöl bestond in de eerste jaren uit Henk Hilferink (zang en gitaar), Hans Westerveld (zang, gitaar, toetsen en trekzak), Geert Wichers (gitaar, blokfluit, viool, tin whistle mondharmonica, toetsen en zang), Ab Wisselink (basgitaar en zang) en Joop Klein Goldewijk (gitaar,  mandoline, banjo en zang). Later werden Geert Wichers en Ab Wisselink vervangen door Hans van Braak (drums, toetsen en zang) en Menno Bos (basgitaar).
De muziek die de band maakte was vooral in het begin folkachtig. Er werden drie eigen albums uitgebracht. De groep hield op te bestaan in 1996.

## Discografie
Albums:
- "Spölkwartier" (Petjen SP 9891130 OL, 1989)
- "Altied aeven Spöls" (Autogram, ALCD 5501, 1992)
- "Op huus an" (1994, Petjen SP 49910182)

Verzamelalbum samen met anderen:
- "Achterhook butengewoon Nederland" (ABN 001, 1993)

Geluidsbestanden: https://soundcloud.com/search?q=hhilferink

## Bron
- www.streektaalzang.nl